# Саргсян, Карен Ашотович
Карен Ашотович Саргсян (арм. Կարեն Աշոտի Սարգսյան; род. 12 сентября 1952, Капан) — советский и армянский хормейстер. Заслуженный артист Республики Армения (2006).

## Биография
С 1972 по 1980 год Карен Саргсян руководил хором Ереванского государственного университета и выступал с многочисленными концертами по странам Советского Союза, включая страны Балтии, Москву и Санкт-Петербург. Одновременно он руководил хором церкви в Эчмиадзине.
В 1989 году Саргсян создал мужской хор и выступал с концертами в Западной Германии (1989, 1990, 1991, 1992, 1993). В 1993 году он был приглашен армянской диаспорой Сиднея в Австралию для работы с хором Комитаса и Сиднейским симфоническим оркестром.
С 1994 года — главный хормейстер Армянского национального оперного театра. Под его руководством оперный хор выступал в Москве (1995), США (1999), Испании (1999, 2000), Ливане (2001) и в других странах.
Во время работы в театре Карен Саргсян исполнил такие оперы, как «Отелло», «Трубадур» и «Травиата» Джузеппе Верди, «Полиуто» Гаэтано Доницетти, «Паяцы» Руджеро Леонкавалло, «Ануш» Армена Тиграняна и «Аршак II» Тиграна Чухаджяна.
С 1995 года он периодически работал в Алеппо, Сирия. Записал полную версию армянской священной мессы в Сирии.
В 2006 году указом президента Армении Роберта Кочаряна Саргсян был удостоен звания заслуженного артиста Республики Армения.